# Cyprien Ntaryamira
Cyprien Ntaryamira (6 maart 1955 - 6 april 1994) was een Burundese politicus die president van Burundi werd als gevolg van de poging tot staatsgreep in oktober 1993. Hij was president van 5 februari 1994 tot aan zijn dood twee maanden later. 
Hij was actief in een Burundese studentenbeweging, was medeoprichter van de socialistische Burundese Arbeiderspartij en behaalde een landbouwdiploma. In 1983 keerde hij terug naar Burundi en werkte in de landbouw, hoewel hij korte tijd als politiek gevangene werd vastgehouden. 
In 1993 werd hij minister van Landbouw en Veeteelt. In oktober echter vermoordden Tutsi-soldaten de president en andere topfunctionarissen bij een poging tot staatsgreep. Ntaryamira overleefde de staatsgreep en in januari 1994 de Nationale Vergadering verkoos hem tot president van Burundi. 
Hij kwam op 6 april 1994 om het leven toen het vliegtuig waarin hij samen met de Rwandese president Juvénal Habyarimana reisde, boven Kigali werd neergeschoten.

## Levensloop

### Vroege leven
Cyprien Ntaryamira werd geboren op 6 maart 1955 in de gemeente Mubimbi in de landelijke provincie Bujumbura, Ruanda-Urundi . Etnisch gezien was hij Hutu en de zesde van elf kinderen in zijn gezin. Hij ging naar een basisschool in Rushubi, en schreef zich in 1968 in aan het Collège du Saint-Ésprit in Bujumbura.
In 1972 leidde een Hutu-opstand tegen het regime van de Tutsi-president Michel Micombero tot een golf van repressie tegen de Hutu's door het Burundese leger. Duizenden Hutu’s ontvluchtten het land. Ntaryamira ging zelf naar Rwanda. Hij studeerde in Kigali van 1973 tot 1976, en vervolgens studeerde hij aan de Nationale Universiteit van Rwanda en behaalde in 1979 een diploma landbouwingenieur. 
Hij trouwde in 1985 met Sylvana Mpabwanayo en kreeg met haar drie kinderen. 

## Politieke carrière
Terwijl hij in het buitenland was bleef Ntaryamira geïnteresseerd in de Burundese politiek en in 1976 richtte hij samen met anderen een studentenbeweging  op. In augustus 1979 richtten enkele leden van de studentenbeweging de Burundese Arbeiderspartij (Umugambwe wa'Bakozi Uburundi, UBU) op, een revolutionaire socialistische politieke partij. In 1981 zat hij in het Centraal Comité als nationaal secretaris, verantwoordelijk voor economische en sociale kwesties. 
Hij keerde in maart 1983 terug naar Burundi en werd adviseur bij het Burundese directoraat-generaal voor landbouwplanning. Hij richtte ook een kippenfokkerij op in Mubimbi. In januari daarop nam hij de leiding over de noordelijke katoenregio van de Compagnie de Gérance du Coton. 
In mei 1985 werd hij gearresteerd en vastgehouden in de Mpimba-gevangenis omdat hij samenwerkte met een subversieve politieke beweging. Hij zat een jaar vast en werd naar verluidt vrijgelaten op verzoek van de vrouw van president Jean-Baptiste Bagaza, een jeugdvriend van hem.

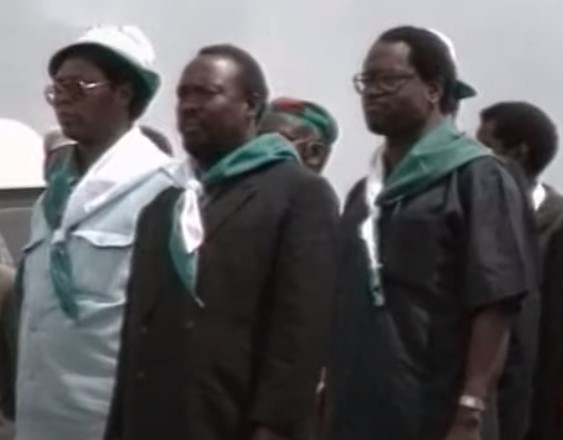
Ntaryamira (midden) tijdens een FRODEBU-bijeenkomst in 1993. Melchior Ndadaye staat rechts.

Toen de Koude Oorlog ten einde kwam, probeerden Ntaryamira, Melchior Ndadaye en verschillende andere UBU-leden afstand te nemen van de socialistische ideologie, wat meer aanvaardbaar was voor de internationale gemeenschap. Ntaryamira werd gezien als politiek gematigd met betrekking tot etnische kwesties. 
In augustus 1986 richtten Ntaryamira, Ndadaye en tien anderen het Front voor Democratie in Burundi op (Front pour la Démocratie au Burundi, FRODEBU). Ntaryamira diende in het politieke bureau en was verantwoordelijk voor het economische beleid van de partij. 
In december 1987 werd hij benoemd tot directeur-generaal van Landbouw en Veeteelt in Burundi. FRODEBU kreeg de macht na de eerste democratische presidents- en parlementsverkiezingen in Burundi, die een einde maakten aan een lange geschiedenis van heerschappij door militaire officieren van de Tutsi-minderheid. Ndadaye werd president. Ntaryamira werd verkozen in de Nationale Vergadering. 
Op 10 juli 1993 werd hij benoemd tot minister van Landbouw en Veeteelt, onder premier Sylvie Kinigi kort. In die hoedanigheid benoemde hij verschillende Tutsi's op sleutelposten in het ministerie van Landbouw.
Op 20 en 21 oktober 1993 omstreeks middernacht pleegden leden van het Burundese leger een poging tot staatsgreep. Ze vielen het presidentiële paleis aan in een poging Ndadaye gevangen te nemen. De vrouw van de president belde Ntaryamira om hem te waarschuwen. Uit angst verstopte Ntaryamira zich in het huis van zijn buren, die Tutsi's waren. Toen soldaten hem in zijn eigen woning niet vonden, gingen ze naar zijn buren om te vragen waar hij was, maar de vrouw vertelde de soldaten dat hij gevlucht was, en ze vertrokken. Vervolgens verstopte Ntaryamira zich in een buitenlandse ambassade tot de poging tot staatsgreep voorbij was. 
Ndadaye en de president en de vice-president van de Nationale Vergadering werden uiteindelijk vermoord, waardoor een machtsvacuüm ontstond. De moord leidde ook tot massaal geweld, aangezien Hutu's in plattelandsgebieden Tutsi's afslachtten en het leger wraak nam door Hutu's te vermoorden, wat leidde tot tienduizenden doden en een grote uitstroom van vluchtelingen.

### Presidentschap
Op 9 januari 1994 wijzigde de Nationale Vergadering artikel 85 van de Burundese grondwet, waardoor zij de bevoegdheid kreeg om de volgende president van Burundi te kiezen. De oppositie beschouwde Ntaryamira als vrij van betrokkenheid bij de massamoorden op Tutsi's in 1993, en hij werd aangeboden als 'consensus'-kandidaat. Op 13 januari koos de Nationale Vergadering Ntaryamira met 78 stemmen tegen één tot president.
Ntaryamira zou op 22 januari worden ingehuldigd, maar de parlementaire oppositie, onder leiding van UPRONA, spande een rechtszaak aan bij het Constitutionele Hof om dit te blokkeren. 
Het Constitutionele Hof oordeelde in het voordeel van de oppositie in een besluit dat verdeeld was langs etnische lijnen. De Hutu-rechters traden vervolgens af en de regering ontsloeg de Tutsi-rechters. Dit leidde tot enkele dagen van geweld in Bujumbura, maar op 3 februari bereikten de regering en de oppositiepartijen een akkoord om Ntaryamira als president te installeren met een UPRONA-premier, en om het Constitutionele Hof te herstellen. 
Ntaryamira werd op 5 februari beëdigd. In zijn inaugurele rede verklaarde hij dat zijn topprioriteiten zouden zijn om de vrede te herstellen, de mensenrechten te bevorderen en duizenden Burundese vluchtelingen en binnenlandse ontheemden te hervestigen. 
Zijn regering bestond uit een brede coalitie met Hutu- en Tutsi-leden van FRODEBU en UPRONA. Anatole Kanyenkiko, een UPRONA-politicus, werd premier. De keuze voor Kanyenkiko bevredigde veel UPRONA-leiders niet, en hoewel Ntaryamira verschillende andere toppartijfiguren in zijn regering toeliet, blokkeerde hij de benoeming van degenen die hij verantwoordelijk achtte voor het geweld in de hoofdstad.
Tijdens het korte presidentschap van Ntaryamira werd Burundi geplaagd door ernstig etnisch geweld en een economische crisis als gevolg van het conflict en de droogte in het land. Hij reorganiseerde de Nationale Inlichtingendienst en de migratiediensten en probeerde de gemeentelijke politie te hervormen.
In een poging burgermilities te demobiliseren, stuurde zijn regering delegaties om de milities te ontmoeten, maar dit mislukte toen er op de afgezanten werd beschoten. Zijn regering probeerde vervolgens het leger te gebruiken om de milities tegen te houden, maar eind maart raakte het leger verstrikt in etnische conflicten in de hoofdstad en richtte het zich uitsluitend op Hutu-wijken voor ontwapening. In een radio-uitzending deed Ntaryamira een beroep op het leger om zich terug te trekken en de gevechten te beëindigen. 
Zijn steun voor nationale ontwapening en voor een Europees embargo op wapenexporten naar Burundi veroorzaakte onenigheid met Kanyenkiko, die een hard optreden tegen rebellengroeperingen wilde en meende dat een embargo inbreuk zou maken op de soevereiniteit van het land. Uiteindelijk mislukten zijn pogingen om het etnische geweld te beteugelen. 
Hij onderhield nauwe diplomatieke banden met president Mobutu Sese Seko van Zaïre en president Ali Hassan Mwinyi van Tanzania. Het gerucht ging ook dat hij dagelijks telefoongesprekken voerde met de Rwandese president Juvénal Habyarimana. 

## Overlijden

### Vliegtuig neergeschoten
Op 6 april 1994 woonde Ntaryamira een regionale top bij in Dar es Salaam, bijeengeroepen door Mwinyi om het handhaven van de vrede in Burundi te bespreken. 
Toen de top voorbij was, zou Ntaryamira aan Habyarimana hebben gevraagd of hij naar huis kon worden gebracht met het Rwandese presidentiële straalvliegtuig, dat sneller was dan zijn eigen propellervliegtuig. Een stop in de Rwandese hoofdstad Kigali zou hem ook in staat stellen zijn vrouw daar op te halen. Habyarimana stemde toe en liet Ntaryamira meereizen, samen met twee Burundese ministers. Sommigen hebben gespeculeerd dat Habyarimana bang was en dacht dat de aanwezigheid van een ander staatshoofd in zijn vliegtuig aanvallen zou voorkomen. 
Toen het vliegtuig de internationale luchthaven van Kigali naderde om 20:23 uur, werden twee SAM-16 luchtdoelraketten gelanceerd, waarbij de tweede raket het vliegtuig raakte. Het vliegtuig stortte neer, waarbij iedereen aan boord omkwam. 
De precieze identiteit van de aanvallers die de raketten lanceerden, blijft onbekend. Sommige mensen geloven dat het Hutu-extremisten waren die ontevreden waren over Habyarimana's beslissing om de Arusha-akkoorden te ondertekenen, terwijl anderen beweren dat de Rwandese rebellenleider Paul Kagame opdracht gaf tot de aanslag.

### Politieke gevolgen

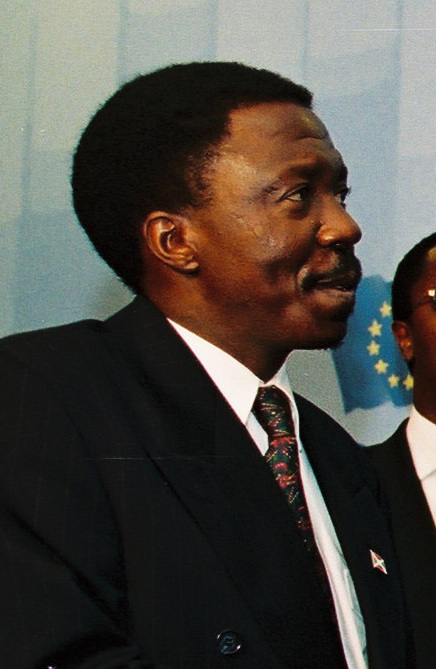
Ntaryamira werd als president van Burundi opgevolgd door Sylvestre Ntibantunganya (foto).

Waarnemers vreesden dat de dood van Ntaryamira zou leiden tot wijdverbreid geweld in Burundi, zoals was gebeurd toen Ndadaye in oktober 1993 werd vermoord. Maar anders dan in Rwanda, waar de schietpartij tot een genocide leidde, bleef de situatie in Burundi vredig. De Burundese regering verklaarde aanvankelijk dat de vliegtuigcrash was veroorzaakt door een ongeval. Diplomaten meldden dat de meeste Burundezen geloofden dat de moord bedoeld was tegen Habyarimana, en niet tegen Ntaryamira.
Ntibantunganya volgde Ntaryamira op als interim-president. De regering-Kanyenkiko trad officieel af, maar bleef in functie om de dagelijkse zaken te regelen. 
Vervolgens nam het geweld toe toen het leger Hutu-burgers zuiverde en talloze rebellengroepen zich vormden om hiertegen te vechten.

### Begrafenis en herdenking
Ntaryamira's lichaam raakte zwaar verminkt tijdens de crash; zijn lijk werd op 7 april 1994 omstreeks 03:00 uur geïdentificeerd. Op 16 april 1994 werd voor hem een requiemmis gehouden in de Regina Mundi-kathedraal in Bujumbura, bijgewoond door duizenden mensen, en vervolgens werd hij begraven op het terrein van het presidentiële paleis.
De dood van Ntaryamira wordt jaarlijks op 6 april door de Burundese regering herdacht. Zijn dood wordt in de publieke herinnering over het algemeen overschaduwd door de dood van Habyarimana en de daaropvolgende Rwandese genocide. 
Zijn weduwe schreef op 6 april 2017 een brief aan president Pierre Nkurunziza, waarin ze de Burundese regering vroeg Ntaryamira als nationale held te erkennen en de Verenigde Naties te verzoeken een internationaal onderzoek te starten naar het neerhalen van zijn vliegtuig.